# براد باكر
براد باكر (بالإنجليزية: Brad Backer)‏ هو لاعب دوري الرغبي أسترالي، ولد في 19 يوليو 1956 في كوينزلاند في أستراليا.